# Андрея холодная
Андрея холодная (лат. Andreaea frigida) — вид мхов из рода Андреа (Andreaea) семейства Андреевые (Andreaeaceae).
Данный вид мха эндемичен для Европы, обычно растёт в горных районах Австрии, Чехии, Франции, Германии, Венгрии, Италии, Норвегии, Румынии, Польши и Испании. В Великобритании он широко распространён в национальном парке Кейрнгормс, где обычно встречается на скалах и на снежных проталинах, но не встречается больше нигде, кроме ещё одного места в Озёрном крае в Англии.
Самые ранние записи о нахождении этого вида мха в Великобритании датируются 1854 годом (хотя формально вид был включён в бриофлору Великобритании только в 1988 году), вид классифицируется как «уязвимый». Самую большую угрозу для его дальнейшего существования представляет глобальное потепление.